# Cordylus
Cordylus är ett släkte av ödlor. Cordylus ingår i familjen gördelsvansar.

## Dottertaxa tillCordylus, i alfabetisk ordning[1]
- Cordylus angolensis
- Cordylus aridus
- Cordylus beraduccii
- Cordylus campbelli
- Cordylus capensis
- Cordylus cataphractus
- Cordylus cloetei
- Cordylus coeruleopunctatus
- Cordylus cordylus
- Cordylus giganteus
- Cordylus imkeae
- Cordylus jonesii
- Cordylus jordani
- Cordylus langi
- Cordylus lawrenci
- Cordylus macropholis
- Cordylus mclachlani
- Cordylus meculae
- Cordylus melanotus
- Cordylus microlepidotus
- Cordylus minor
- Cordylus namaquensis
- Cordylus nebulosus
- Cordylus niger
- Cordylus nyikae
- Cordylus oelofseni
- Cordylus peersi
- Cordylus polyzonus
- Cordylus pustulatus
- Cordylus rhodesianus
- Cordylus rivae
- Cordylus spinosus
- Cordylus tasmani
- Cordylus tropidosternum
- Cordylus ukingensis
- Cordylus warreni
- Cordylus vittifer